# Břetislav I.

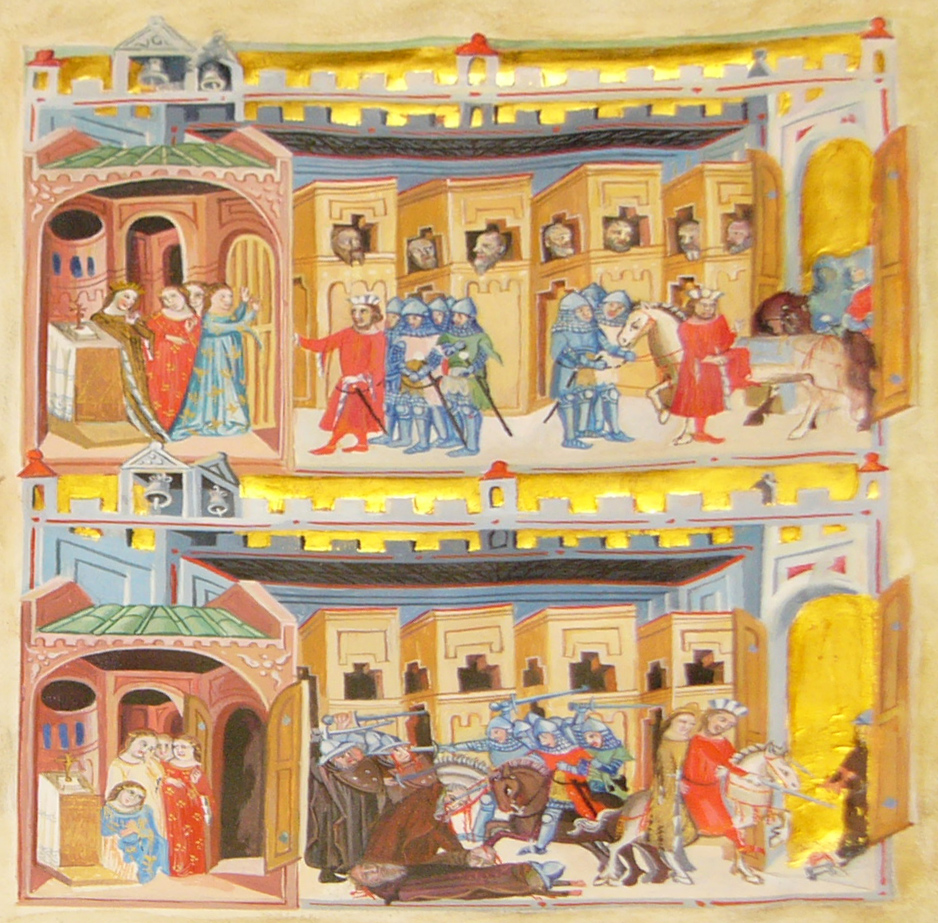
Břetislav entführt Judith von Schweinfurt aus dem Kloster. Aus der Pariser Handschrift der Dalimil-Chronik, 14. Jahrhundert.

Břetislav I. (* um 1005; † 10. Januar 1055 in Chrudim) war ab 1035 Herzog von Böhmen. Er entstammte dem böhmischen Adelsgeschlecht der Přemysliden.

## Leben

### Aufstieg
Břetislav I. war ein unehelicher Sohn des Herzog Oldřich. Obwohl dieser später Břetislavs Mutter, die Bauerntochter Božena, heiratete, blieb die Ehe eine Mesalliance. Břetislav konnte nur deshalb den Fürstentitel erreichen, weil keiner der Brüder seines Vaters Nachkommen hatte. Nach dem Chronisten Cosmas von Prag begegnete Oldřich Božena etwa 1002 in Postoloprty. Es ist aber zu vermuten, dass er sie bereits vor 1002 heiratete.
Břetislav wird von Cosmas erstmals für das Jahr 1021 erwähnt. Er soll seine spätere Frau Judith von Schweinfurt, die Tochter Heinrichs von Nordgau, aus einem Nonnenkloster in Schweinfurt entführt haben. Nach der Rückkehr ließen sich Břetislav und Judith in Mähren nieder. Sein Herrschersitz war Olmütz, wo sein erster Sohn Spytihněv geboren wurde.
Ab 1029 war Břetislav daran beteiligt, die Polen zu vertreiben, die große Teile von Mährens besetzt hielten. Diese Offensive wurde begünstigt durch den gleichzeitigen Angriff Jaroslaws von Kiew auf Polen. Břetislavs Erfolg in Mähren trug maßgeblich zur vorübergehenden Stabilisierung des böhmischen Fürstentums unter seinem Vater Oldřich bei. Břetislav erhielt Mähren als Teilfürstentum und versuchte 1031, auch in der südlichen Slowakei Gebiete zu besetzen, dies jedoch ohne dauernden Erfolg.
Nachdem sein Vater im Sommer 1033 auf Befehl des Kaisers Konrad II. gefangen genommen worden war, sollte Břetislav mit Mähren belehnt werden. Von dort wurde er jedoch durch Oldřich vertrieben, nachdem dieser 1034 aus der kaiserlichen Gefangenschaft freigelassen worden war. Der Grund für die Auseinandersetzungen zwischen Vater und Sohn ist nicht mehr zu ermitteln. Man vermutet, dass der junge Fürst auf der Seite seines Onkels Jaromír stand, den Oldřich hatte blenden und einkerkern lassen. Am 9. November 1034 starb Oldřich. Jaromír verzichtete zu Gunsten seines Neffen Břetislav darauf, die Nachfolge seines Bruders anzutreten. Ein Jahr später, am 4. November 1035, wurde Jaromír vermutlich von Angehörigen des konkurrierenden Geschlechts der Vršovci ermordet.

### Auseinandersetzungen mit Polen und dem Reich

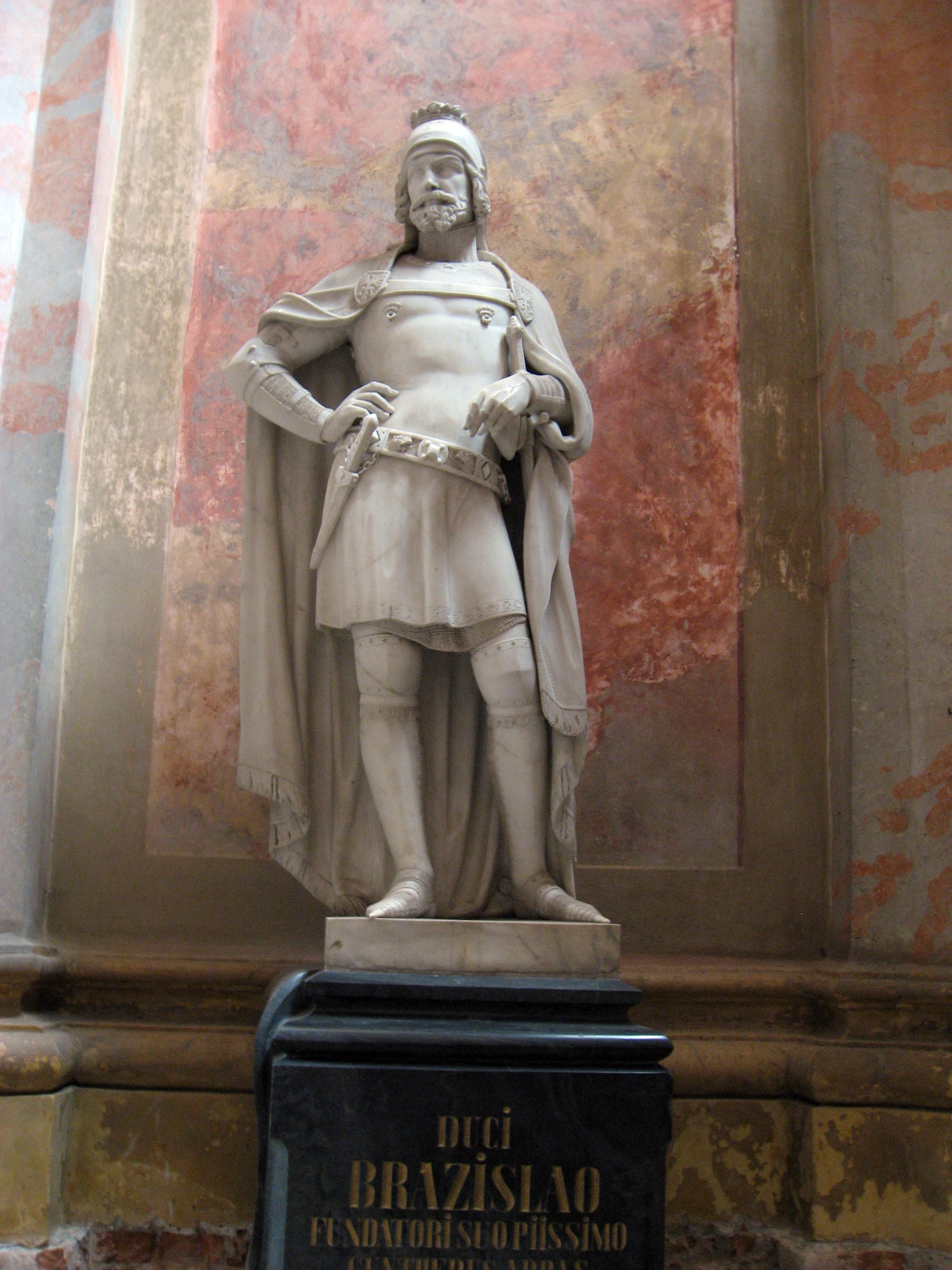
Statue Břetislavs im Kloster Rajhrad

Im Jahr 1035 kämpfte Břetislav an der Seite des Kaisers gegen die Liutizen, die die heute nicht mehr existierende Burg Werben in der Altmark überfallen hatten. Zunächst band er sich eng an das Reich, wobei er wohl von der Herkunft seiner Frau profitierte. Im gleichen Maß wie sich Böhmen unter Břetislav stabilisierte, verschlimmerte sich die Krise Polens. Břetislav nutzte diese Lage. Im Sommer 1039 führte er einen Raubzug nach Polen. Die meisten Burgen ergaben sich kampflos. Er ließ Krakau und andere Städte plündern und eroberte Ende Juli Gnesen. Der Kriegszug wurde außer von vielen Adligen auch von einem Teil der Kirchenfürsten begleitet, unter anderem vom Prager Bischof Šebíř. Nach dem Öffnen des Grabes von Adalbert von Prag, ließ der Fürst die sogenannten Břetislav-Dekrete verlesen, die den Toten zur freiwilligen Rückkehr nach Böhmen bewegen sollten. Gemeinsam mit den Gebeinen Adalberts nahm er auch die sterblichen Überreste seines Stiefbruders Radim-Gaudentius mit, des ersten Erzbischofs von Gnesen. Vermutlich war die Inbesitznahme der Reliquien der eigentliche Grund des Feldzuges; gleichzeitig schwächte er durch die Besetzung des Herzogtums Schlesien, Gnesens und Mährens die Macht Polens. Mit Hilfe der Reliquien sollte Prag von einem Mainzer Suffraganbistum zum eigenen böhmischen Erzbistum aufgewertet werden und die Nachfolge Gnesens antreten. Entsprechende Pläne wurden mit einer Gesandtschaft Heiligen Stuhl nach Rom verfolgt, stießen aber auf erbitterten Widerstand des Mainzer Erzbischofs.
Kaiser Heinrich III. schloss sich dieser Haltung an. Zudem verlangte er die Freigabe Polens, bei dem es sich wie bei Böhmen um ein Vasallenfürstentum des Reiches handelte, und einen hohen Straftribut, den Břetislav nicht zu zahlen bereit war. 1039 konnte Břetislav einen Feldzug noch abwenden, indem er seinen Sohn Spytihněv dem Kaiser als Geisel übergab. Nachdem Břetislav keine Einsicht gezeigt hatte, brach Heinrich III. im August 1040 zum Feldzug gegen Böhmen auf. Der erste Teil der Armee sollte mit Heinrich von Cham aus über Taus einmarschieren. Kern dieser Truppen waren Bayern und Hessen. Sachsen unter der Führung des Markgrafen Ekkehard II. von Meißen sollten über Nordböhmen einmarschieren. Heinrich stieß bald auf böhmische Befestigungen, die seinen Vormarsch zum Stocken brachten. Am 22./23. August versuchte Heinrich vergeblich, diese Befestigungen zu überwinden, und zog sich nach verlustreichen Kämpfen um den Neumarker Pass, in denen er auch seinen Bannerträger Werner mit der gesamten Vorhut verlor, wieder nach Bayern zurück. Auch Otto von Schweinfurt, der kurz darauf mit frischen Soldaten zum Kaiser stoßen sollte, war auf seinem Weg nach Böhmen in verlustreiche Kämpfe verwickelt worden. Ekkehard gelang es jedoch, Prkoš, den Kastellan von Bilin, zu bestechen, der sich ihm entgegenstellen sollte. Ekkehard kam bis tief in das Innere des Landes, musste sich aber dann doch zurückziehen. Prkoš wurden für seinen Verrat die Augen ausgestochen und die Hände und Füße abgehackt. Anschließend wurde er in einen Fluss geworfen.
Der Feldzug hatte zu Verlusten auf beiden Seiten geführt. Im Frühjahr 1041 schickte Břetislav Gesandte zu Heinrich. Die Verhandlungen blieben offenbar erfolglos, denn ein Kaiserliches Heer marschierte im Spätsommer erneut in Böhmen ein, diesmal mit mehr Erfolg. Am 8. September standen die Truppen vor Prag. Am 29. September 1041 ergab sich Břetislav und musste sich im Oktober in Regensburg dem Kaiser unterwerfen. Die Bedingungen, die Břetislav erfüllen musste, waren vergleichsweise milde: Die Gebeine des heiligen Adalbert durften in Prag bleiben, Břetislav behielt Schlesien und Mähren, letzteres sogar als offizielles Lehen, das ab diesem Zeitpunkt nahezu unangefochten im böhmischen Staatsverband blieb. Im Gegenzug musste Břetislav jedoch an Polen eine Entschädigung zahlen, Gefangene freilassen und Geiseln stellen. Ein Grund für die milde Behandlung dürften Umwälzungen in Ungarn gewesen sein, bei denen der reichsfreundliche König Peter Orseolo vertrieben worden war. Heinrich III. brauchte Böhmen als Pufferzone gegen Ungarn.

### Einigung mit Polen
Břetislav kam in den folgenden Jahren seinen Verpflichtungen als Vasall des Kaisers nach. Im Sommer 1042 nahm er an einem Feldzug Heinrichs gegen die Ungarn teil. Der nach dem Sieg eingesetzte neue ungarische König konnte sich allerdings nicht lange halten. 1050 scheint es zu erneuten Konflikten mit Polen gekommen zu sein, in deren Verlauf der polnische König Kasimir I. einen Teil des 1041 Böhmen zugesprochenen Landes wieder in seinen Besitz bringen konnte. 1044 und 1051 war Břetislav an weiteren Feldzügen nach Ungarn beteiligt. Den dritten Feldzug 1054 bereitete er mit vor, nahm aber nicht mehr an ihm teil. Noch zu Lebzeiten Břetislavs versuchte Heinrich, den andauernden Streit zwischen den Vasallenreichen Polen und Böhmen zu schlichten. Während des Pfingstfestes 1053 setzte Heinrich in Quedlinburg durch, dass Breslau und andere Burgen an Polen zurückgegeben wurden. Polen musste dafür an Böhmen jährliche Abgaben leisten. Die genaueren Bedingungen dieses Abkommens sind unbekannt.
Innenpolitisch organisierte Břetislav Böhmen neu und baute eine Verwaltung auf, die sich an den Burgbezirken orientierte, ordnete das Münzwesen und erließ zahlreiche Gesetze, unter anderem eine Erbfolgeordnung, mit der das Prinzip des Seniorats eingeführt wurde. Břetislav bestimmte seinen ältesten Sohn Spytihněv zum Nachfolger, die jüngeren Söhne Vratislav, Konrad und Otto erhielten Teilfürstentümer.
Břetislav starb am 10. Januar 1055 bei einem Besuch im ostböhmischen Chrudim. Sein Leichnam wurde im Prager Veitsdom beigesetzt.